# Hollands håndboldlandshold (damer)
Nederlandenes håndboldlandshold er det Nederlandske landshold i håndbold for kvinder som også deltager i internationale håndboldkonkurrencer. De reguleres af Nederlands Handbal Verbond.

## Historie

### De hårde år
Selvom det hollandske forbund førhen havde afholdt VM i håndbold to gange før i 1971 og 1986, havde det ikke påvirket landsholdets resultater. Trods flere udenlandske landstrænere op igennem den anden halvdel af 1990'erne, formåede de ikke at klare sig blandt de bedste. Meget af årsagen kom fra den knap så konkurrencedygtige og udviklede håndboldliga, Nederlandse Handbal Eredivisie Dames.
I slutningen af 1990'erne trænede de bedste spillere i Holland primært omkring landsholdet. Til trods for det, havde man ikke formået at kvalificere sig til verdensmesterskaberne, før man i 1998 blev tildelt et EM-værtskab. Her endte man på en tiendeplads ud af tolv hold. Planen var ifølge forbundet at toppe ved EM-slutrunden og efterfølgende kvalificere sig til VM i Norge 1999 og derfra spille sig til Sommer-OL 2000 i Sydney. Den såkaldte plan gik under navnet: "Oranje-plan". Det skuffende resultat i 1998, blev fulgt op af et bedre udgangspunkt med en tiendeplads ud af 24 deltagende hold ved VM-slutrunden i Norge. Her nåede man ottendedelsfinalerne, vandt fire kampe, tabte to og missede dermed OL-kvalifikationen. Alligevel lykkedes det holdet, at slå værtsnationen og senere verdensmestre fra Norge.
Med den knap så store succes, søgte den daværende landstræner, Bert Bouwer, inspiration fra andre sportsgrene. Volleyballlandsholdet havde i begyndelsen af 90'erne begyndt at samle deres bedste og mest talentfulde spillere ud af den almindelige klubtræning og lod landsholdet træne sammen for sig selv. Det kulminerede efterfølgende med OL-guld i Atlanta i 1996, hvilket Bouwer noterede sig. Bouwer fik derefter overtalt landsholdet til et forsøg, hvor de blev trukket ud af deres klubtræning og i stedet trænede 20 timer om ugen sammen og begyndte at fokusere på bl.a. fysisk træning og kost, hvilket blevet finansieret og støttet af den sportsinteresseret millionær og Bouwers ven, Ton van Born.

### Pytlicks forslag og GOG-succesen
Efter skuffelsen ved VM 1999, indledte den danske landstræner Jan Pytlick et samarbejde med Bouwer, hvor han foreslog at nogle af de bedste hollandske spillere skulle spille i Danmark. Dette var igen med økonomisk støtte fra Ton van Born. Allerede i januar 2000 skiftede spillerne Olga Assink, Monique Feijen, Saskia Mulder og Elly an de Boer til den fynske og nær nedrykningstruede GOG i Damehåndboldligaen. Spillerne viste sig senere at blive en gevinst for både GOG og senere flere andre storklubber i ligaen. Efterfølgende skiftede flere profiler til Danmark, herunder Natasja Burgers og Pearl van der Wissel.
Spillerne var blandt andet med til at genoprejse GOG og forvandlede klubben fra et bundhold til et etableret tophold, ved at vinde DHF's Landspokalturnering i 1999-2000 og spille sig i DM-finalen i 2001 mod Viborg HK. Spillerne viste stor dedikation, professionalisme og stor fysik, hvilket senere skulle hjælpe ikke bare GOG, men også senere landsholdet.

### Opbygning
Selvom de hollandske spillere i begyndelsen af 00’erne storspillede i den danske liga, havde de fortsat problemer med at slå igennem på landsholdet og lave mærkværdige resultater. Det nye mål om OL-deltagelse ved OL i Athen 2004 glippede, men de leverede for første gang store resultater ved VM 2005 i Rusland med en femteplads. Året efter i september 2006, oprettede det hollandske håndboldforbund 'HandbalAcademie'. Akademiet skulle være med til at udvikle unge kvindelige håndboldtalenter, igennem en fuldtidsuddannelse hvor man bor og træner sammen på akademiet nær det olympiske træningscenter i Papendal. Akademiet fungerer fortsat i dag og har udviklet flere senere verdensstjerner.
Succesen udeblev dog nogle år endnu, hvor man skuffede fatalt ved EM 2006 i Sverige med en 15. plads. Ligeledes fortsatte nedturen, ved en misset kvalifikation til VM 2007 og VM 2009. I 2009 hentede man Henk Groener som landstræner, som skulle vise sig at blive manden der førte holdet til succes.
Den 27. oktober 2008 blev Holland udnævnt som værtsland for EM-slutrunden i 2012, hvor kampene skulle spilles i Rotterdam, Almere, Apeldoorn og Eindhoven. Den 4. juni 2012, blot to dage inden der i Rotterdam skulle trækkes lod til gruppeinddelingen i den indledende runde, oplyste European Handball Federation, at det hollandske håndboldforbund havde trukket sig som arrangør af slutrunden. Som erstatning valgte EHF den 18. juni 2012, at slutrunden i stedet skulle afvikles i Serbien i de fire selvsamme haller, som i januar 2012 havde lagt gulv til mændenes EM. Årsagen kom som følge af høje omkostninger og usikre indtægter i håndboldforbund, der dermed ikke kunne finansiere eller afholde turneringen. Landsholdet blev efterfølgende derfor også diskvalificeret fra slutrunden.
Året forinden det ellers planlagte værtsskab, leverede landsholdet for første gang større resultater ved at kvalificere sig til VM-ottendedelsfinalerne 2011 i Brasilien. Det var her første gang, nogle af nutidens verdensstjerner og den nye generation var med, herunder bl.a. Estavana Polman, Laura van der Heijden og Yvette Broch. Selvsamme ungdomsspillere havde året forinden sikret sølv ved U/19-EM 2011 på hjemmebane.

### Gennembruddet og medaljeregn
Det hollandske kvindelandshold absolutte gennembrud kom ved verdensmesterskabet i Danmark i 2015. Efter en forestående EM-slutrunde i 2014, hvor man endte som nummer syv og dermed over Danmark, hvilket var første gang nogensinde, havde flere udenlandske eksperter og kommentatorer spået en stor fremtid for landsholdet.
Ved VM i Danmark, gik holdet igennem gruppespillet ubesejret og en efterfølgende magtdemonstration af en ottendedelsfinale mod Serbien på 36–26 resulterede i at holdet gik videre fra 1/16-finalerne for første gang nogensinde. I kvartfinalen vandt man endnu en gang. Denne gang over en af VM's storfavoritter fra Frankrig 28–25. Holland var nu altså VM's helt store overraskelse og underdog. I semifinalen mødte man en ligeså stor overraskelse i Polen. Her storspillede hollænderne og vandt 30–25. Dermed havde Hollands kvindelandshold for første gang nogensinde kvalificeret sig til en VM-finale. I finalen var man dog klar underdog mod stærke Norge, der sikkert vandt 31–23 over hollænderne. Om ikke andet havde holdets resultat, stadfæstet deres placering blandt verdens bedste.
Herefter begyndte landsholdet for alvor at præstere. Med en deltagelse i OL-kvalifikationen, lykkedes det dem for første gang at kvalificere sig til de Olympiske lege under Sommer-OL 2016 i Rio de Janeiro, efter sejre over Japan, Frankrig og Tunesien. Under OL-turneringen gik det knap så strålende i gruppespillet, men man formåede alligevel at avancere til kvartfinalen. Her slog man værtslandet og favoritterne fra Brasilien med hele 32–23. I OL-semifinalen tabte man dog med blot et mål til Frankrig. I den efterfølgende bronzekamp, blev man ydmyget i 26-36-nederlaget mod Norge og endte samlet som nummer fire.
Efter OL-succesen valgte den hidtidige landstræner Henk Groener at stoppe. Afløseren blev den tidligere danske FC Midtjylland-træner og svensk landstræner Helle Thomsen. Et par måneder senere, ved EM i Sverige, var man nu blandt favoritterne med Thomsen i spidsen. Denne gang gik man igennem gruppespillet og mellemrunden med fem sejre og et enkelt nederlag. Som mellemrundevinder kvalificerede holdet sig til deres første EM-semifinale, hvor man slog Danmark 26–22. I finalen mødte man igen Norge hvor man var bedre forberedt og spillede op med nordmændene gennem hele kampen. I de sidste sekunder af kampen havde holdet mulighed for at score det udlignende mål. På et frikast fra landsholdsanfører Danick Snelder skyder hun bolden ned i fødderne på Nycke Groot i en aflevering, hvilket gør at Norge vandt EM-finalen 30–29. Nycke Groot blev kåret til EM's bedste spiller og Yvette Broch som bedste streg.
Året efter nåede man igen semifinalen ved VM i Tyskland 2017, hvor man dog tabte til selvsamme Norge med ydmygende 23–32. Holdet vandt dog bronzekampen over Sverige 24–21. Selvsamme resultat fik man ved EM 2018 i Frankrig, ved at slå Rumænien 24–20 i bronzekampen. I denne kamp var Holland særligt stærke defensivt, stærkt anført af forsvarsspecialisterne Maura Visser og Kelly Dulfer. Rumænien formåede kun at gennemføre 33% af angrebene. Efterfølgende meddelte verdensstjernen Nycke Groot, at hun stoppede hendes landsholdskarriere.
2019 var året, hvor det hollandske landshold toppede. Den franske succestræner Emmanuel Mayonnade fra Metz Handball, overtager rollen som landstræner efter Thomsen valgte at stoppe. Holdet gik svingende igennem VM-slutrunden i Japan 2019 og tabte højest overraskende til Slovenien i åbningskampen. Herefter genrejste de sig dog, med sejrer over Angola, Serbien og deres evige rivaler fra Norge. I mellemrunden klarede de sig knap så formstærkt, med nederlag mod først Tyskland og efterfølgende Danmark. Trods nedturen, formåede holdet at kvalificerer sig videre til VM-semifinalen, med sejr på 40–33 over Sydkorea hvilket viste sig at være nok, idet holdene i gruppen tog point fra hinanden på kryds og tværs.
I VM-semifinalen var man stærkt undertippet mod ubesejrede Rusland, men efter en tæt afslutning vandt holdet 33–32 og var dermed i deres anden VM-finale. I finalen mødte man turneringens overraskelse fra Spanien. Her spillede man en intens og tæt kamp, hvor det en gyserafslutning afgjorde hollænders VM-skæbne. I de sidste 30 sekunder fik spanierne mulighed for at udligne, hvilket blev afvist af Tess Wester der redede den sidste spanske afslutning. Holland var i angreb, men dommerne valgte at give spanske Ainhoa Hernández rødt kort for at blokere Westers udkast til angrebet. Med flere protester fra den spanske bænk, gik der lang tid før en egentlig kendelse. Dommerne valgte at dømme straffekast til Holland, hvilket Lois Abbingh eksekverede og sikrede sejren med stillingen 30–29. Holland sikrede sig dermed deres første verdensmesterskab. Estavana Polman blev desuden kåret til VM's bedste spiller, mens Lois Abbingh blev den officielle topscorer med 71 mål.

### Tilbagegang
Efter fem år i verdenstoppen, skuffede man ved EM i Danmark 2022 og sluttede udenfor top 4, som nummer 6. Ved Sommer-OL 2020 i Tokyo blev man nummer 5, efter nederlag i kvartfinalen mod Frankrig på hele 22–32. I september 2021 valgte forbundet at stoppe samarbejdet med Emmanuel Mayonnade, hvorved succestræneren Monique Tijsterman overtog midlertidigt. Ved VM 2021 i Spanien skuffer Tijsterman og co. fatalt. Man sluttede samlet som nummer 9, efter at have misset kvartfinalen. I den sidste mellemrundekamp tabte man 34–37 til Norge, der derved tog den sidste kvartfinaleplads.
Svenske Per Johansson blev i februar 2022 ansat som ny landstræner. I juni meddelte Dansk Håndbold og Norges Håndballforbund at de havde indgået et partnerskab med Hollands håndboldforbund, om at blive medarrangør for Golden League-stævnerne.

## Resultater

### VM
- 1971: 8.-plads
- 1973: 12.-plads
- 1978: 9.-plads
- 1986: 10.-plads
- 1999: 10.-plads
- 2001: 14.-plads
- 2005: 5.-plads
- 2011: 15.-plads
- 2013: 13.-plads
- 2015:  Sølv
- 2017:  Bronze
- 2019:  Guld
- 2021: 9.-plads
- 2023: 5.-plads

### EM
- 1998: 10.- plads
- 2002: 14.- plads
- 2006: 15.- plads
- 2010: 8.- plads
- 2014: 7.- plads
- 2016:  Sølv
- 2018:  Bronze
- 2020: 6.-plads
- 2022: 6.-plads

### OL
- 2016: 4.- plads
- 2020: 5.- plads
- 2024: 5.- plads

### Andre turneringer
- Møbelringen Cup 2013:  Sølv
- Intersport Cup 2021:  Bronze
- Intersport Cup 2022:  Guld

## Nuværende trup
Den endelige hollandske trup til EM i håndbold 2024 i Schweiz.
Landstræner: Henrik Signell
| Nr. | Navn                    | Position     | Alder                      | Kampe | Mål | Klub                          |
| --- | ----------------------- | ------------ | -------------------------- | ----- | --- | ----------------------------- |
| 6   | Laura van der Heijden   | Højre Back   | 27. juni 1990 (34 år)      | 289   | 863 | Chambray Touraine Handball    |
| 8   | Lois Abbingh            | Venstre back | 13. august 1992 (32 år)    | 219   | 903 | Vipers Kristiansand           |
| 9   | Larissa Nüsser          | Playmaker    | 8. februar 2000 (25 år)    | 87    | 153 | Vipers Kristiansand           |
| 10  | Isa Ternede             | Venstre back | 26. januar 2001 (24 år)    | 6     | 9   | Buxtehuder SV                 |
| 12  | Bo van Wetering         | Venstre fløj | 10. maj 1999 (26 år)       | 102   | 345 | Győri ETO KC                  |
| 14  | Judith van der Helm     | Venstre back | 13. januar 2005 (20 år)    | 19    | 4   | VOC Amsterdam                 |
| 16  | Tamara Haggerty         | Stregspiller | 29. april 1996 (29 år)     | 46    | 38  | Debreceni VSC                 |
| 19  | Merel Freriks           | Stregspiller | 6. januar 1998 (27 år)     | 88    | 155 | Vipers Kristiansand           |
| 20  | Inger Smits             | Venstre Back | 17. september 1994 (30 år) | 107   | 191 | CSM București                 |
| 22  | Zoë Sprengers           | Venstre fløj | 19. januar 2000 (25 år)    | 58    | 114 | Nykøbing Falster Håndboldklub |
| 24  | Romee Maarschalkerweerd | Stregspiller | 24. september 2004 (20 år) | 9     | 17  | HH Elite                      |
| 26  | Angela Malestein        | Højre fløj   | 31. januar 1993 (32 år)    | 222   | 694 | FTC-Rail Cargo Hungaria       |
| 29  | Sarah Dekker            | Højre fløj   | 8. marts 2001 (24 år)      | 8     | 9   | HSG Bensheim/Auerbach         |
| 30  | Rinka Duijndam          | Målvogter    | 6. august 1997 (27 år)     | 99    | 3   | CS Rapid București            |
| 38  | Yara ten Holte          | Målvogter    | 23. november 1999 (25 år)  | 66    | 4   | Odense Håndbold               |
| 48  | Dione Housheer          | Højre back   | 26. september 1999 (25 år) | 101   | 325 | Győri ETO KC                  |

### Trænerteamet
| Position        | Navn                | Start dato     |
| --------------- | ------------------- | -------------- |
| Landstræner     | Henrik Signell      | Oktober 2024   |
| Assistenttræner | Ricardo Clarijs     | September 2021 |
| Holdleder       | Maike Willems       | September 2019 |
| Fysioterapeut   | Rinke van den Brink | September 2021 |

### Nævneværdige spillere

#### Kendte spillere
- Nycke Groot
- Olga Assink
- Natasja Burgers
- Pearl van der Wissel
- Yvette Broch
- Maura Visser
- Sanne van Olphen
- Debbie Klijn
- Marieke van der Wal
- Elly an de Boer
- Monique Feijen
- Saskia Mulder
- Tess Wester
- Lois Abbingh
- Estavana Polman
- Laura van der Heijden
- Danick Snelder
- Angela Malestein
- Debbie Bont
- Kelly Dulfer

### Trænere gennem tiden
- Toon Wijdeveld (1956-1957)
- Paul Broere (1960)
- Jan Kloen (1961-1966, 1968)
- Jaroslav Mráz (1968-1971)
- Jo Gerris (1971-1973)
- Jan Alma (1973-1974)
- Heinz Henneberg (1974-1975)
- George van Noesel (1975-1976)
- Jan Alma (1976-1978)
- Simon Flendrie (1979)
- Ilona Venema-Ignácz (1979-1981)
- Jan Kecskeméthy (1982-1986)
- Jan Tuik (1986)
- Ton van Linder (1987-1990)
- Bert Bouwer (1990-2003)
- Kari Aagaard (2003)
- Olaf Schimpf (2003-2004)
- Sjors Röttger (2004-2008)
- Henk Groener (2009-2016)
- Helle Thomsen (2016-2018)
- Emmanuel Mayonnade (2019-2021)
- Monique Tijsterman (2021-)

### Statistikker
Angiver at spilleren stadig er aktiv
| #  | Spiller               | Kampe | Mål |
| -- | --------------------- | ----- | --- |
| 1  | Laura Robben          | 320   | 10  |
| 2  | Diane Lamein          | 302   | 632 |
| 3  | Monique Feijen        | 246   | 591 |
| 4  | Laura van der Heijden | 233   | 710 |
| 5  | Carla Kleintjens      | 225   | 756 |
| 6  | Pearl van der Wissel  | 217   | 560 |
| 7  | Diane Roelofsen       | 212   | 300 |
| 8  | Natasja Burgers       | 209   | 559 |
| 9  | Olga Assink           | 203   | 954 |
| 10 | Marieke van der Wal   | 196   | 0   |

| #  | Spiller               | Mål | Kampe | Gennemsnit |
| -- | --------------------- | --- | ----- | ---------- |
| 1  | Olga Assink           | 954 | 203   | 4.69       |
| 3  | Lois Abbingh          | 782 | 172   | 4.54       |
| 2  | Carla Kleintjens      | 756 | 225   | 3.36       |
| 4  | Laura van der Heijden | 710 | 233   | 3.04       |
| 5  | Saskia Mulder         | 627 | 176   | 3.56       |
| 6  | Diane Lamein          | 623 | 302   | 2.06       |
| 7  | Monique Feijen        | 591 | 246   | 2.40       |
| 8  | Pearl van der Wissel  | 560 | 221   | 2.58       |
| 9  | Natasja Burgers       | 559 | 209   | 2.67       |
| 10 | Estavana Polman       | 546 | 144   | 3.79       |